# Ernst Weinmann
Ernst Weinmann (* 16. April 1907 in Frommenhausen; † 20. Januar 1947 in Belgrad) war ein deutscher Zahnarzt, SS-Obersturmbannführer, Oberbürgermeister von Tübingen zur Zeit des Nationalsozialismus und Kriegsverbrecher.

## Leben
Ernst Weinmann, älterer Bruder von Erwin Weinmann, absolvierte nach dem Abschluss seiner Schullaufbahn ein Studium der Zahnmedizin an der Universität Tübingen, das er mit der Promotion abschloss. Er war Mitglied der Landsmannschaft Ghibellinia zu Tübingen. Der Titel seiner im Jahr 1931 erschienenen Dissertation lautete Klinische Untersuchungen über die zahnärztliche Diathermie.

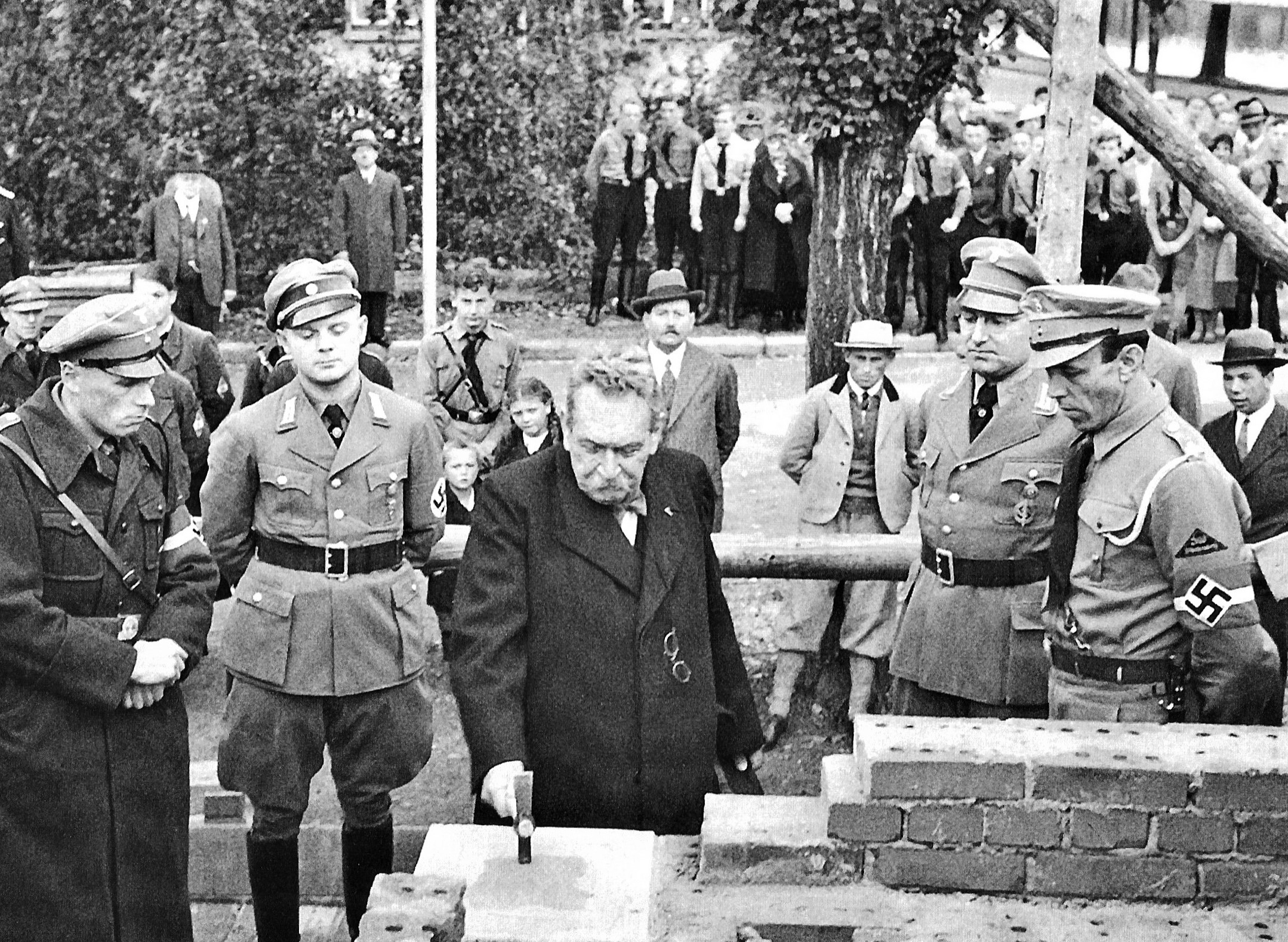
Ernst Weinmann (Zweiter von rechts) als Bürgermeister bei der Grundsteinlegung des „Hauses der Jugend“ in Tübingen, 20. Oktober 1935.

Weinmann war bereits im Jahr 1927 der NSDAP (Mitgliedsnummer 70.136) und SA beigetreten. Nach Studienende wurde Weinmann stellvertretender Kreisleiter und Ortsgruppenleiter der NSDAP in Tübingen und führte die NSDAP-Fraktion im Gemeinderat. Zudem gehörte er dem Führerrat der Universität Tübingen an und war dort Vorsitzender der Ehrenrichter im Ehrenrat. 1936 trat er der Altherrenschaft der Kameradschaft Langemarck des Tübinger NSDStB bei.
Weinmann wurde 1939 als Nachfolger von Adolf Scheef Oberbürgermeister von Tübingen und bekleidete dieses Amt bis zum April 1945. Während seiner häufigen Abwesenheiten 1940–1941 und seit seinem Einzug 1941 bis Ende November 1942 wurde Weinmann „kommissarisch“ von seinem Beigeordneten und früheren Stadtrat Max Stockburger und anschließend bis 1944 durch den Kornwestheimer Bürgermeister Alfred Kercher vertreten.
Ab 1936 gehörte Weinmann dem Sicherheitsdienst des Reichsführers SS (SD) an. Er leitete in Tübingen die Außenstelle des SD. Weinmann wechselte im Jahr 1938 von der SA zur SS (Mitgliedsnr. 308.173) und erreichte in dieser NS-Organisation 1944 den Rang eines SS-Obersturmbannführers.
Nach Ausbruch des Zweiten Weltkrieges war er – wahrscheinlich ab 1940 – im Reichssicherheitshauptamt in der Abteilung IV D tätig. Nach dem Balkanfeldzug wurde Weinmann „Beauftragter für das Umsiedlungswesen beim Militärbefehlshaber in Serbien“ in Belgrad. In dieser Funktion war er in Jugoslawien an Judendeportationen sowie Zwangsumsiedlungen von Slowenen beteiligt. Weinmann wurde der „Henker von Belgrad“ genannt. Im September 1942 wurde Weinmann das Kriegsverdienstkreuz I. Klasse mit Schwertern verliehen.
Seine Versetzung nach Belgrad wurde im Herbst 1944 aufgehoben, da er sich bereits in Norwegen befand. Hier hatte er die Position des Befehlshabers der Sicherheitspolizei und des Sicherheitsdienstes (KdS) für Bergen übernommen. Dieses Amt führte er bis Mai 1945 aus.
In den letzten Kriegstagen hielt sich Weinmann wieder in Tübingen auf. Kurz vor dem Einmarsch französischer Truppen in die Stadt setzte er Mitte April 1945 Fritz Haussmann (1873–1951) als Leiter einer Notverwaltung ein und tauchte danach unter. Weinmann begab sich Ende 1945 freiwillig in französische Internierung und wurde anschließend nach Jugoslawien ausgeliefert, wo er wegen Beteiligung an der NS-Umsiedlungspolitik angeklagt wurde. Am 22. Dezember 1946 wurde Weinmann in Belgrad zum Tode verurteilt. Das Urteil wurde am 20. Januar 1947 in Belgrad vollstreckt.

## Werke
- Klinische Untersuchungen über die zahnärztliche Diathermie, Diss. 1931.